# Maruhî, Kroleveț
Maruhî (în ucraineană Марухи) este un sat în comuna Bîstrîk din raionul Kroleveț, regiunea Sumî, Ucraina.

## Demografie
Componența lingvistică a localității Maruhî
     Ucraineană (50%)
     Rusă (50%)
Conform recensământului din 2001, majoritatea populației localității Maruhî era vorbitoare de ucraineană (50%), existând în minoritate și vorbitori de rusă (50%).